# Échangeur de Rosny
 (octobre 2024).
Si vous disposez d'ouvrages ou d'articles de référence ou si vous connaissez des sites web de qualité traitant du thème abordé ici, merci de compléter l'article en donnant les références utiles à sa vérifiabilité et en les liant à la section « Notes et références ».
L'Échangeur de Rosny est un important échangeur autoroutier situé en Seine-Saint-Denis, principalement sur le territoire de la commune de Rosny-sous-Bois mais également sur celui des communes de Noisy-le-Sec et Bondy. L'échangeur, qui est l'un des plus importants de l'est de Paris, permet une connexion entre les autoroutes A3 et A86 (Sud) ainsi que l'antenne A103. La circulation y est très dense aux heures de pointe, l'échangeur permettant de rejoindre le nord-est, l'est ou encore le sud-est de l'agglomération parisienne, mais aussi dû à la proximité de deux grands centres commerciaux de la région : Rosny 2 et Domus.
Construit dans les années 1960, il est mis en service en décembre 1969, en même temps que les premières sections des autoroutes A3, A86, ainsi que l'actuelle A103 (faisant partie de l'A3 jusqu'en 1982), qu'il connecte entre elles.
En 1983, puis entre 1986 et 1988, l'échangeur fut élargi et réorganisé au niveau des bretelles, afin de faire face à l'augmentation du trafic routier, avec l'ouverture de nouvelles bretelles et la fermeture d'autres bretelles afin d'éviter certains conflits de circulation.
Un autre élargissement aura également lieu en 1998.

## Axes concernés
- l'A 3 : axe Paris (Porte de Bagnolet) - Lille/Aéroport de Paris-Charles-de-Gaulle ;
- l'A 86 (Sud) : périphérique de l'Île-de-France vers le Sud ;
- l'A 103 : vers Le Raincy, Villemomble, Neuilly-Plaisance ;
- la RN 186 : desserte locale de Bondy et de Rosny Sud par l'avenue du Général-de-Gaulle ;
- la RD 116 : rue de Brément, boulevard d'Alsace-Lorraine, desserte de Noisy et de Rosny Nord.

## Dessertes
- Centre commercial Rosny 2